# Microdigital TK-3000
Microdigital TK-3000 (TK-3000) је професионални рачунар, производ фирме Microdigital који је почео да се израђује у Бразилу током 1985. године.
Користио је 65C02 + Z80A (за тастатуру и португалске знакове) као централни микропроцесор а RAM меморија рачунара TK-3000 је имала капацитет од 64 KB (IIe) или 320 KB (Compact). 
Као оперативни систем кориштен је (Apple) DOS 3.3, ProDOS или CP/M (са опционом CP/M картицом за проширење).

## Детаљни подаци
Детаљнији подаци о рачунару TK-3000 су дати у табели испод.
|                       | |
| [ 1 ]                 | |
| Произвођач            | |
| Тип                   | професионални рачунар                                                                                   |
| Меморија              | 64 (IIe) или 320 (Compact)                                                                              |
| Поријекло             | Бразил                                                                                                  |
| Година                | 1985 |
| Тастатура             | пуни помак тастера 77 тастера са нумеричком тастатуром и тастерима смјера                               |
| Процесор              | (за тастатуру и португалске знакове)                                                                    |
| Фреквенција процесора | 1,023                                                                                                   |
| RAM                   | 64 (IIe) или 320 (Compact)                                                                              |
| ROM                   | 32 KB                                                                                                   |
| Текст                 | 40 или 80 знакова x 25 линија                                                                           |
| Графика               | 40 x 48, 280 x 192 и 560 x 192 тачака                                                                   |
| Боја                  | 6 или 16 боја                                                                                           |
| Звук                  | Унутрашњи звучник                                                                                       |
| Димензије             | 39 (ширина) x 45,7 (дубина) x 11 (висина) cm. (IIe), 37,6 (ширина) x 32 (дубина) x 6,7 (висина) (Compact) |
| Портови               | |
| Оперативни систем     | 3.3, или (са опционом картицом за проширење)                                                            |